# 南アメリカ南極海嶺

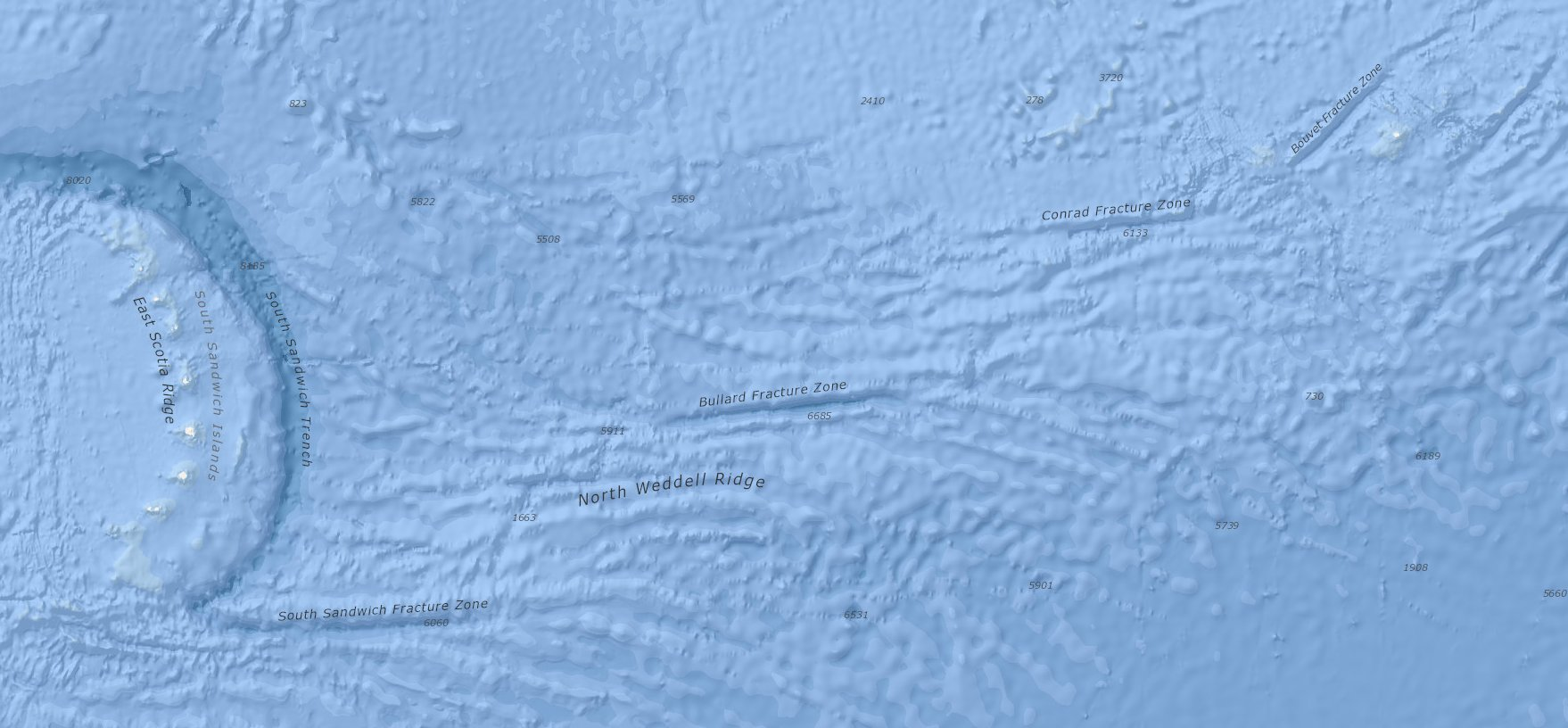
南アメリカ南極海嶺周辺の海底地形図

南アメリカ南極海嶺（みなみあめりかなんきょくかいれい、英: South American–Antarctic Ridge; SAARまたはAAR）は大西洋南西部に位置する海嶺。
大西洋南部のブーベ三重点から西南西に伸び、サウスサンドウィッチ諸島南東まで連なる。南アメリカプレートと南極プレートの発散境界にあたる。